# Banco Central de Reserva del Perú
El Banco Central de Reserva del Perú (BCRP) es una institución autónoma peruana encargada de preservar la estabilidad monetaria dentro del país.
Fue creado mediante la Ley N.º 4500 de 1922. Desde 2002 se rige mediante un esquema de metas explícitas de inflación, encontrándose el rango de tolerancia entre 1 y 3 por ciento. Asimismo, se ocupa de la administración de reservas internacionales, el control de emisión y retiro de billetes y la trasmisión de información sobre los índices financieros nacionales. Actualmente, el cargo de Presidente del Directorio lo ocupa Julio Velarde.

## Historia
El 9 de marzo de 1922 se promulgó la Ley N.º 4500, la cual dio origen al Banco de Reserva del Perú. Durante el gobierno del Oncenio de Leguía, Eulogio Romero fue elegido primer presidente de dicha institución. La creación del BCRP se basó en la necesidad de contar con un organismo capaz de ordenar la política monetaria a través de instrumentos monetarios como la emisión de billetes bancarios. La unidad monetaria era la Libra peruana de Oro. En específico, se buscaba contar con un sistema monetario que no generara inflación en los años de bonanza ni deflación como ocurrió durante la época del Patrón Oro.
Primer Directorio del Banco de Reserva del Perú
- Eulogio Romero Salcedo (presidente).
- Eulogio Fernandini de la Quintana (vicepresidente).
- William Wilson Cumberland (Jefe Ejecutivo).
- Carlos Espinoza (Representante del Banco de Perú y Londres).
- Juan Francisco Raffo (Representante del Banco Italiano).
- Genaro Castro Iglesias (Representante de otros bancos).
- Ismael de Idiáquez (Representante de otros bancos).
- Walter Justus (Representante de bancos extranjeros).
- Pedro Larrañaga (Representante de bancos extranjeros).

En 1929, la estabilidad de esta entidad se vio fuertemente afectada dado la crisis económica mundial, razón por la cual fue necesario transformar la institución. Para llevar a cabo esta labor, se contó con la asesoría del reconocido profesor Edwin W. Kemmerer, quien, junto a un grupo de analistas, plantearon diversas propuestas reestructuradoras. Así, el 28 de abril de 1931 se ratificó la creación del BCRP y se eligió a Manuel Augusto Olaechea y Olaechea como su primer presidente y a Pedro Beltrán como vicepresidente. Se tuvo como objetivo principal el mantenimiento del valor de la moneda y la instauración del Sol de Oro como unidad monetaria del país. En esta oportunidad, Manuel Augusto Olaechea y Olaechea fue elegido primer presidente.
La dependencia del fisco al financiamiento del Banco Central se marcó principalmente entre los años 1930. Específicamente, entre 1931 y 1940, la emisión primaria creció 134%, mientras que el déficit del sector público se ubicó en S/. 36 000 000. Asimismo, durante este periodo se mantuvo el tipo de cambio sol-dólar flexible, lo cual generó una devaluación anual de 8,1%. 
Debido a la Segunda Guerra Mundial, se vivió en un contexto de inestabilidad global en donde la inflación llegó hasta 215,5%. Asimismo, en 1940 se optó por un tipo de cambio fijo en 6,5; así como controles de precios y subsidios.  Los veinte años posteriores se caracterizaron por las medidas relacionadas con la liberalización de la economía por las que tuvo que optar el BCRP. De esta manera, la política monetaria fue menos expansiva y se volvió al tipo de cambio flexible.  Con todas las medidas tomadas, la inflación se llegó a ubicar en 4,4% en 1955.
El periodo 1962-1967 se caracterizó por un incremento sostenido del gasto, el cual pasó de 15,3% a 21,2% en los años mencionados. Durante la década siguiente, el gasto llegó a niveles insostenibles. Ya en 1985, se estableció tipos de cambio múltiples, aranceles diferenciados lo cual terminó generando un proceso hiperinflacionario, el cual llegó a niveles superiores al 50%. En estos años, el uso de la emisión primaria para el financiamiento del gasto público fue una medida muy popular que tuvo que emplear el Banco Central.
Durante el gobierno de Alberto Fujimori, se optó por un programa de reformas estructurales dirigido a disminuir la inflación. Se estableció la libre movilidad de capitales, el tratamiento igualitario a la inversión nacional e internacional. Además, se adoptó una flotación cambiaria con intervención del Banco Central de Reserva. Por lo tanto, debido a esta situación, se adopta por un nuevo esquema de política monetaria que tiene como único objetivo, la estabilidad de precios. Para lograr esta estabilidad, se le otorga al Banco Central autonomía dentro de su Ley Orgánica, por lo cual deja de ser un organismo público descentralizado del Ministerio de Economía y Finanzas..
Así, desde la formación del Estado neoliberal en 1993, el BCRP es autónomo y opera de manera independiente y con objetivo único de preservar la estabilidad de precios, basándose en el uso de instrumentos monetarios. Específicamente, se fomenta la libre determinación de las tasas de interés, la libre movilidad de capitales y la libre tenencia de moneda extranjera. Especialistas consultados al diario La Nación incluso determinaron que el Banco Central evitó que la economía peruana se desplome a pesar de las crisis políticas, como la ocurrida desde 2021.
El Banco Central de Reserva del Perú puso en circulación desde el 17 de octubre de 2024, la primera moneda de S/ 1 de la nueva Serie Numismática “Cerámica Precolombina Peruana”. Esta moneda es alusiva al período Formativo (1 200 – 200 a. C.) y en ella se observa la imagen de una vasija globular clásica de color negro, con un rostro felínico estilizado en fuerte relieve. Con esta colección, que consta de 11 monedas, se busca difundir, a través de un medio de pago de uso masivo, el valioso patrimonio cultural de nuestro país, así como incentivar la cultura numismática. Esta moneda es de curso legal, por lo que puede ser usada en cualquier transacción económica y circulará de forma simultánea con las actuales.

## MisiónKemmerer
La fuerte depreciación de la moneda nacional que se dio en enero de 1931 generó una convocación de la Misión Kemmerer para solucionar este problema. Los documentos sugeridos fueron diez proyectos de ley y dos informes, los cuales consistían en temas fiscales y monetarios. Uno de estos proyectos planteó la idea de crear el Banco Central de Reserva del Perú, con el objetivo de aumentar el capital, cambiar la composición del Directorio, y principalmente la estabilidad monetaria y la exclusividad de la emisión de billetes.

## Marco legal
El Banco Central de Reserva del Perú se rige por la Constitución Política de 1993, su Estatuto y La Ley Orgánica del BCRP (Ley N.º 26123) desde 1993.  Específicamente, esta institución debe cumplir dos aspectos claves: estabilidad monetaria y autonomía. Por un lado, el primer punto garantiza el correcto control de la inflación; así como el crecimiento sostenido de la economía. Por otro lado, al ser este organismo autónomo, no existen riesgos de destitución del Presidente del Directorio por motivos políticos. De esta manera, todas las decisiones tomadas son dirigidas a cumplir los objetivos trazados.
Cabe resaltar que las normas que rigen al Banco Central impiden el financiamiento al sector público, la otorgación de préstamos selectivos, entre otros.  Todo esto se realiza con el fin de estimular el ahorro, hacer atractivas las inversiones y garantizar un crecimiento sostenido de la economía.
La ley Orgánica del BCRP (N.º 26123) contiene diversas disposiciones sobre aspectos generales; dirección y administración; atribuciones; obligaciones y prohibiciones; presupuesto y resultado; y relaciones con organismos autónomos.

## Funciones
La Constitución Política de 1993 reconoce como función principal del BCRP «preservar la estabilidad monetaria». También realiza las siguientes funciones:
Administración de reservas internacionales: De acuerdo con el 84.º artículo de la Constitución Política del Perú, el BCRP es el encargado de manejar las reservas internacionales. La importancia de estas radica en la sólida posición que brindan en situaciones de incertidumbre en los mercados cambiarios y financieros globales. Específicamente, se busca respaldar la confianza del Nuevo Sol, de tal modo que se evite grandes fluctuaciones del tipo de cambio. Para realizar a cabo esta labor con éxito, el BCRP usa como criterios de guía los relacionados con la seguridad, liquidez y rentabilidad de las divisas.
Emisión de billetes y monedas: El Banco Central de Reserva del Perú es el único organismo autorizado del abastecimiento de billetes dentro del país. Este se encuentra en facultad de proveer una oferta de dinero que responda correctamente a la demanda. En relación con esta, se puede diferenciar dos tipos: Demanda por Transacciones y Demanda por Reposición. La primera se encuentra en función de la situación económica y su dinamismo, mientras que la segunda se genera dado la necesidad de reemplazo de billetes deteriorados. Para que la emisión se dé de manera oportuna y adecuada en relación con la demanda de numerario se realiza una programación que toma en cuenta la cantidad, calidad y tipos de denominaciones demandadas. Históricamente, los billetes y monedas llevaban el escudo de armas, algo que por ley se exigía usar el escudo nacional.
Difusión sobre finanzas nacionales: Con el fin de mantener la transparencia de sus acciones, el BCRP realiza periódicamente informes sobre las finanzas nacionales. Dentro de ellas, se puede destacar las siguientes:
- Reporte de Inflación: Documento que sigue la trayectoria trimestral de la inflación en el Perú. Asimismo, se presentan proyecciones tácticas[22] y se evalúa los posibles acontecimientos que ocasionen que la inflación se encuentre tanto dentro o fuera del rango meta.

- Nota Informativa del Programa Monetario: Informe anual que presenta la evolución de los principales indicadores económicos. De manera similar, se manifiesta la tasa de referencia para las operaciones bancarias.

## Reservas Internacionales
| Año         | Ene    | Feb    | Mar    | Abr    | May    | Jun    | Jul    | Ago    | Set    | Oct    | Nov    | Dic    |
| 2019        | 62,380 | 63,254 | 63,091 | 64,882 | 66,309 | 66,513 | 66,753 | 68,269 | 67,860 | 67,986 | 66,771 | 68,316 |
| 2020        | 68,399 | 67,611 | 68,022 | 73,632 | 73,439 | 71,450 | 74,336 | 74,668 | 72,354 | 72,468 | 71,723 | 74,707 |
| 2021        | 76,474 | 76,029 | 79,922 | 77,064 | 77,234 |        | 71,962 | 75,422 | 76,080 | 75,358 |        |        |
| 2023        | 73 282 | 73 885 | 72 734 | 74 591 | 76 244 | 72 943 | 73 275 | 71 853 | 71 234 | 71 148 | 72 905 |        |
| Fuente:BCRP |        |        |        |        |        |        |        |        |        |        |        |        |

## Deuda pública peruana
La Deuda pública peruana es administrada por el Banco Central de Reserva del Perú, son las deudas que mantiene el Estado peruano frente a los particulares que pueden ser peruanos o de otro país, que están comprendidas por la Deuda externa y la Deuda interna. La deuda peruana empezó a crecer a partir de 2011 con elgobierno de Ollanta Humala de manera desproporcional a la década anterior.
| año   | 2000   | 2001   | 2002   | 2003   | 2004   | 2005   | 2006   | 2007   | 2008   | 2009   |
| Deuda | 24,502 | 24,981 | 25,959 | 25,558 | 24,857 | 24,068 | 24,336 | 23,760 | 23,124 | 24,720 |

| año   | 2010   | 2011   | 2012   | 2013   | 2014   | 2015   | 2016   | 2017   | 2018   | 2019   |
| Deuda | 28,249 | 28,336 | 31,023 | 30,428 | 31,440 | 41,507 | 43,024 | 48,208 | 49,969 | 55,960 |

| año   | 2020   | 2021   | 2022   | 2023   | 2024                        |
| Deuda | 63,089 | 69,023 | 78,843 | 81,493 | 2.586 por ciudadano peruano |

## Instrumentos de la política monetaria
Actualmente, estos pueden ser clasificados en instrumentos de mercado, instrumentos de ventanilla y medidas de encaje.
Instrumentos de mercado:
Certificados de Depósito del BCRP (CD): Tienen el objetivo de regular la liquidez del sistema financiero. Son representados por anotaciones en cuenta y se colocan mediante subasta pública.
Depósitos a Plazo en el BCRP: Poseen un comportamiento similar a los Certificados de Depósito, pero se caracterizan por funcionar a plazos mayores a un mes.
Operaciones de Reporte (REPO): El BCRP compra CD, Bonos del Tesoro Público a las empresas del sistema financiero con el compromiso de que éstas recompren lo vendido en una fecha pactada futura.
Compraventa de moneda extranjera: Se busca reducir la volatilidad del tipo de cambio. Se vende dólares cuando el TC sube y se compra cuando este baja.
Swaps Cambiaros: Compromiso a pagar una tasa fija en moneda extranjera más la variación del tipo de cambio, a cambio de recibir una tasa variable en moneda nacional.
Instrumentos de ventanilla:
Redescuento: Crédito de regulación monetaria que trata de cubrir desequilibrios transitorios de liquidez de las entidades financieras.
Swap directo: BCRP compra moneda extranjera de las empresas del sistema financiero, con el compromiso de reventa el día posterior a la operación.
Depósitos overnight: Instrumento que permite retirar los excedentes de liquidez al cierre de la jornada.
Medidas de encaje:
Reservas de activos líquidos que los bancos deben mantener con fines de regulación monetaria. Esta medida sirve como un  mecanismo de acumulación de reservas internacionales dado que el BCRP no emite moneda extranjera. Hasta el 2015, la tasa de encaje exigible es de 8 por ciento. (Banco Central de Reserva del Perú) ones bancarias.

## Directorio del BCRP
Según el artículo 86 de la Constitución Política del Perú, el BCRP es gobernado por un directorio de siete integrantes por un período de cinco años que se renueva con el cambio de gobierno en el país. La presidencia del directorio y tres de sus integrantes son nombrados por la presidencia de la república, mientras que el Congreso ratifica al presidente y nombra a los tres directores restantes.
La revocación de los miembros del directorio es una competencia exclusiva del Congreso y solo puede basarse en la constatación de faltas graves.
Las faltas graves incluyen la aprobación de políticas contrarias a la ley orgánica, por ejemplo, el financiamiento del gobierno o la imposición de controles de cambio.

## Organigrama
Órganos de la Alta Dirección
Directorio
Presidencia
Gerencia General
Oficina del Abogado Consultor
Secretaría General
Órganos de Control Institucional
Gerencia de Auditoría
Órgano de Asesoría
Gerencia Jurídica Órganos de Apoyo
Gerencia de Comunicaciones
Gerencia de Riesgos
Gerencia de Contabilidad y Supervisión
Gerencia Central de Administración l 
Órganos de Línea
Gerencia Central de Estudios Económicos
Gerencia Central de Operaciones

## Publicaciones económicas
El Banco Central informa periódicamente sobre las finanzas nacionales a través de los siguientes informes: 
- Reporte de Inflación.
- Nota Informativa del Programa Monetario.
- Reporte de Estabilidad Financiera.
- Nota Semanal.
- Resumen Informativo de la Nota Semanal.
- Memorias.
- Revista Estudios Económicos y Documentos de Trabajo.
- Revista Moneda.
- Otros informes y documentos emitidos por el Instituto Emisor.

## Sucursales
El Banco Central de Reserva del Perú cuenta con siete sucursales: Arequipa, Cusco, Huancayo, Iquitos, Piura, Puno y Trujillo. La función de las sucursales es representar al Banco en el ámbito de su influencia, elaborando información y estudios sobre la economía regional; llevando a cabo eventos en su jurisdicción como cursos, seminarios, talleres, conferencias y conversatorios sobre aspectos económicos y financieros. Así, se busca asegurar un adecuado nivel, calidad y composición de circulante (billetes y monedas) en las regiones respectivas. Las sucursales elaboran mensualmente las Síntesis Económicas, en las que describen la evolución económica de cada región, incluyendo un anexo estadístico también.

## Proyección de Crecimiento Económico del Perú para 2025 según el BCRP
El Banco Central de Reserva del Perú (BCRP) revisó al alza su proyección de crecimiento del Producto Bruto Interno (PBI) nacional para el año 2025, estimando una expansión de 3.2%, frente al 2.8% inicialmente previsto. Esta mejora se sustenta en una recuperación significativa de sectores clave como la minería, la agroexportación, la construcción y el consumo privado.
Según declaraciones del presidente del BCRP, Julio Velarde, "la recuperación de la minería y agroexportación permitirá superar el crecimiento potencial de 3% en 2025". Esta afirmación pone de relieve la importancia de los llamados "nuevos drivers de crecimiento" que impulsarán la economía peruana en el mediano plazo.

#### Contribución sectorial al crecimiento proyectado (2025)[33]
| Sector          | Crecimiento estimado | Contribución al PBI (puntos porcentuales) |
| --------------- | -------------------- | ----------------------------------------- |
| Minería         | 5.8%                 | 0.8 pp                                    |
| Agroexportación | 6.2%                 | 0.6 pp                                    |
| Construcción    | 4.5%                 | 0.4 pp                                    |
| Consumo privado | 3.0%                 | 1.4 pp                                    |

#### Factores determinantes del crecimiento
- Producción minera en aumento: La operación de la mina Quellaveco a plena capacidad contribuirá con un incremento del 18% en la producción cuprífera nacional.
- Expansión de mercados agroexportadores: Se proyecta una mejora en la colocación de productos como arándanos hacia India y cítricos hacia Corea del Sur, consolidando la diversificación de destinos.
- Impulso a la inversión pública: Se prevé la reactivación de obras públicas con una cartera de ejecución estimada en S/15,200 millones, lo que dinamizará el sector construcción y empleo relacionado.
- Estabilidad macroeconómica: El BCRP mantiene una meta inflacionaria de 2.8% para el tercer trimestre del 2025, lo cual contribuye a un entorno económico predecible y favorable para la inversión.

Esta proyección reafirma el papel del BCRP como entidad técnica clave en la orientación de expectativas económicas, destacando su rol en el análisis de variables macroeconómicas con implicancias en la formulación de políticas públicas y privadas.

## Inflación cerraría en 2.8% en 2025 según el BCR
El Banco Central de Reserva del Perú (BCRP) proyecta que la inflación anual del país cerrará en 2.8% en 2025, dentro del rango meta establecido por la autoridad monetaria (entre 1% y 3%). Esta previsión refleja un proceso de convergencia hacia la estabilidad de precios, tras la disipación de shocks transitorios y la implementación de medidas monetarias oportunas.
Según declaraciones del presidente del BCRP, Julio Velarde, “la inflación converge a nuestro rango meta gracias a medidas oportunas y shocks transitorios disipándose”.

#### Comportamiento por componentes
1. Alimentos
- Inflación acumulada: 1.2%
- Principales productos a la baja:
  - Papa: –8%
  - Pollo: –5%
- Principales alzas:
  - Arroz: +3%
  - Pescado: +4%

2. Energía
- Gasolina: –4% interanual
- Gas Licuado de Petróleo (GLP): –3% (por incremento en la oferta)
- Electricidad: +2% (debido a ajustes tarifarios)

#### Política monetaria y entorno macroeconómico
- Tasa de referencia: Se estima que se mantendrá en 4.75% hasta el cuarto trimestre del año, conforme al consenso de analistas.
- Reservas internacionales netas (RIN): Se ubican en un nivel récord de US$85,000 millones, lo cual refuerza la solidez externa del país.
- Tipo de cambio: Estabilidad proyectada en torno a S/3.65 ± 2%.
- Créditos en moneda nacional: Representan el 72% del total del sistema financiero, favoreciendo la desdolarización de la economía.

#### Impacto social y percepción del consumidor
El efecto de la desaceleración inflacionaria también se refleja en indicadores de consumo. De acuerdo con el INEI, el costo de la canasta básica familiar en Lima Metropolitana se redujo en 1.8% interanual, aliviando parcialmente la presión sobre los hogares de menores ingresos.

## Museo del Banco Central de Reserva del Perú
El Museo ubicado en la esquina de los jirones Lampa y Ucayali, y que fue antiguamente la sede central del Banco, exhibe una colección arqueológica con representaciones de todas las culturas precolombinas, una colección completa de pintura republicana del país, una valiosa muestra de Arte Popular formada por objetos de cerámica, pintura y textilería y orfebrería de artesanos de varias regiones del Perú. Por otro lado, el año 2004, se creó el Museo Numismático del Perú donde se exhibe la más completa colección de moneda y billetes nacionales, y medallas y condecoraciones desde el siglo XVI hasta nuestros días.

## Lista de presidentes del Banco Central de Reserva del Perú
| Presidente                         | Período   |
| ---------------------------------- | --------- |
| Eulogio Romero Salcedo             | 1922-1926 |
| Agustín de la Torre González       | 1926-1927 |
| Eulogio Romero Salcedo             | 1928-1930 |
| Enrique Ferreyros                  | 1930      |
| Manuel Augusto Olaechea y Olaechea | 1931-1934 |
| Manuel Prado Ugarteche             | 1934-1939 |
| Fernando Gazzani García del Real   | 1939-1945 |
| Francisco Tudela y Varela          | 1945-1948 |
| Pedro Beltrán Espantoso            | 1948-1950 |
| Clemente de Althaus Dartnell       | 1950-1952 |
| Daniel Olaechea y Olaechea         | 1952      |
| Andrés F. Dasso Hoke               | 1952-1958 |
| Enrique Bellido                    | 1959-1964 |
| Alfredo C. Ferreyros Gafron        | 1964-1966 |
| Fernando Schwalb López-Aldana      | 1966-1968 |
| José Morales Urresti               | 1968      |

| Presidente                    | Período       |
| ----------------------------- | ------------- |
| Carlos Vidal                  | 1968          |
| Alfredo Rodríguez             | 1968-1969     |
| Emilio G. Barreto Bermeo      | 1969-1975     |
| Carlos Santisteban de Noriega | 1975-1977     |
| Germán de la Melena Guzmán    | 1977-1978     |
| Manuel Moreyra Loredo         | 1978-1980     |
| Richard Webb Duarte           | 1980-1985     |
| Leonel Figueroa Ramírez       | 1985-1987     |
| Pedro Coronado Labó           | 1987-1990     |
| Jorge Chávez Álvarez          | 1990-1992     |
| Germán Suárez Chávez          | 1992-2001     |
| Richard Webb Duarte           | 2001-2003     |
| Javier Silva Ruete            | 2003-2004     |
| Óscar Dancourt Masías         | 2004-2006     |
| Julio Emilio Velarde Flores   | 2006-presente |

## Directores del Banco Central de Reserva del Perú
| Banco Central de Reserva del Perú   |                 |
| Nombre                              | Cargo           |
| Julio Velarde Flores                | Presidente      |
| Carlos Augusto Oliva Neyra          | Vicepresidente  |
| Germán Alejandro Alarco Tosoni      | Miembro Titular |
| Roxana María Irma Barrantes Cáceres | Miembro Titular |
| Inés Marylin Choy Chong             | Miembro Titular |
| Diego Macera Poli                   | Miembro Titular |
| José Ignacio Távara Martín          | Miembro Titular |